# 八ヶ岳横断有料道路
八ヶ岳横断有料道路（やつがたけおうだん ゆうりょうどうろ）は、山梨県北杜市小淵沢町から山梨県北杜市長坂町にかけて存在した有料道路。別名八ヶ岳公園有料道路とも呼ばれた。
1976年（昭和51年）10月9日、同年12月19日の中央自動車道小淵沢インターチェンジの開通に先駆けて、完成供用開始した。県道16号八ヶ岳公園下蔦木線（現在の県道11号北杜富士見線）の一部有料区間である。
路線区間は山梨県北杜市高根町清里から長野県諏訪郡富士見町までであるが、有料区間は上記の小淵沢町から長坂町までの区間であり延長約5kmである。
料金所は有料区間の中間地点である現・大平交差点付近と、県道618号観音平下久保線交差部の清里寄りに設置された。そのため、八ヶ岳の一つの編笠山登山口である観音平方面と、富士見高原方面にアクセスするためには料金所の経由が必要とされた。
開通以来、長野県中南部・中京圏・関西圏方面から八ヶ岳高原・清里高原・野辺山方面への最短ルートとなっている。
開通25周年を迎えた2001年（平成13年）10月9日、料金徴収期間の満了にともない無料開放された。現在は、八ヶ岳横断道、八ヶ岳公園道路、八ヶ岳高原ライン等の呼び名がある。